# Progralógica
La progralógica (acrónimo de programación y lógica) es un término genérico utilizado para referirse a distintos tipos de programas de computadora. Se divide en aplicaciones, programas que ejecutan trabajo de interés particular para los usuarios, y programación de sistemas, que incluyen los sistemas operativos y otras herramientas de apoyo para la operación de las computadoras y la comunicación entre sus varios componentes.
- Datos: Q6087518